# 관계대수
관계대수(relational algebra,關係代數)는 컴퓨터 과학의 관계형 데이터베이스의 관계 모델에서, 집합론과 1차 논리에 기반하여 관계(표)로 표현된 데이터를 취급하는 대수적인 연산 체계이다.
데이터베이스 관계대수는 기본 연산 집합이며, 연산자(operator)에는 단항연산자(unary operator)와 이항연산자(binary operator)가 있으며 연산종류에는 기본연산과 유도된 연산이 있다.
1. 기본연산:
  1. select(unary op.):
  2. project(unary op.):
  3. union(binary op.):
  4. difference(binary op.):
  5. cartesian product(binary op.):
2. 유도된 연산:
  1. intersect(binary op.):
  2. antijoin(binary op.):
  3. outerjoin(binary op.):
  4. natural join(binary op.):
  5. semijoin(binary op.):
  6. division(binary op.):

## 같이 보기
- 곱집합
- 데이터베이스
- 사영
- 관계 (데이터베이스)
- 관계 논리
- 관계형 데이터베이스
- 관계형 모델
- SQL